# Aeranthes sambiranoensis
Aeranthes sambiranoensis är en orkidéart som beskrevs av Rudolf Schlechter. Aeranthes sambiranoensis ingår i släktet Aeranthes och familjen orkidéer. Inga underarter finns listade i Catalogue of Life.